# Opština Štrpce
Opština Štrpce (albanska: Shtërpcë, Komuna e Shtërpcës, serbiska: Општина Штрпце, albanska: Štrpci, serbiska: Štrpce, Штрпце, albanska: Komuna e Shterrpcit) är en kommun i Kosovo. Den ligger i den södra delen av landet, 50 km söder om huvudstaden Priština.